# Quay megye
Quay megye az Amerikai Egyesült Államokban, azon belül Új-Mexikó államban található. Megyeszékhelye és legnagyobb városa Tucumcari. Lakosainak száma 8746 fő (2020. április 1.). Quay megye Hartley, Union, Harding, San Miguel, Guadalupe, De Baca, Roosevelt, Curry, Deaf Smith és Oldham megyékkel határos.

## Népesség
A megye népességének változása:
| Lakosok száma | 9048 | 9050 | 8772 | 8662 | 8455 | 8746 |
|               | 2010 | 2011 | 2012 | 2013 | 2015 | 2020 |